# Pomaken
Die Pomaken (bulgarisch Помаци Pomazi, griechisch Πομάκοι Pomákoi, türkisch Pomaklar, in Bulgarien amtlich mohammedanische Bulgaren oder Bulgaro-Mohammedaner, българи мохамедани) sind eine vorwiegend muslimische Ethnie umstrittener Herkunft, deren Angehörige verstreut hauptsächlich in Bulgarien, Serbien, Nordmazedonien, Griechenland und in der Türkei leben. Die meisten Pomaken sprechen südost-bulgarische Dialekte aus der Rhodopen-Untergruppe, die kaum von den Mundarten der christlichen Bewohner abweichen. Inwieweit die pomakischen Dialekte als eigenständige Sprache zu bewerten sind, ist umstritten. Die in Serbien ansässigen Pomaken sprechen einen serbischen Dialekt.
Pomaken im engeren Sinne bezeichnet die bulgarischsprachige muslimische Minderheit im Südwesten Bulgariens (zwischen Smoljan in den Rhodopen und Raslog im Piringebirge) und in der griechischen Region Westthrakien.
Die Etymologie der Bezeichnung pomak ist unklar. Eine vor allem in Bulgarien populäre volksetymologische Deutung führt sie auf das Wort pɔmagatschi (помагачи) zurück, was „Helfer“ bedeutet und sich auf die Zeit der osmanischen Herrschaft bezieht. Die heutige Bezeichnung ist erst seit dem 19. Jahrhundert in Gebrauch.

## Ethnogenese
Die Ethnogenese der Pomaken ist umstritten. Als weitgehend gesichert gilt eine indoeuropäische Ethnie als Ursprung der Pomaken, nach griechischen Forschern thrakisch, nach bulgarischen Wissenschaftlern slawisch. Ersteres ist nicht belegbar, da seit dem 9. Jahrhundert keine thrakischen Quellen erhalten sind (Einführung des Christentums und des Kyrillischen Alphabets). Weitere Forschungen aus der Türkei gehen von einer Abstammung von den Kumanen und Kiptschaken aus und sehen die Pomaken als slawisierte Turkvölker, während andere Wissenschaftler sie als während der Herrschaft des Osmanischen Reichs islamisierte Slawen betrachten.
Auch wenn sich der Topos einer organisierten Zwangsislamisierung der Rhodopenbevölkerung bis in die heutige Zeit hält, gelten als Gründe für die Konversion vorrangig soziale und ökonomische Faktoren. Zwangsislamisierungen waren, mit Ausnahme der Knabenlese, während der Osmanenherrschaft eher Ausnahmefälle. Ob ein Teil der in den Rhodopen ansässigen Bevölkerung sich zu den „Häresien“ des Bogomilismus oder dem Paulikianismus bekannte, ist nicht bewiesen.

## Lebensläufe
Als Großwesir des Osmanischen Reiches machten der aus Plowdiw stammende Pomake Müezzinzade Filibeli Hafız Ahmed Pascha (1625/26 und 1631/32) und der aus Sofia stammende muslimische Bulgare Kalafat Mehmed Pascha (1778/79) Karrieren im Staat des osmanischen Sultans.

## Kultur
Bis vor wenigen Jahrzehnten lebten fast alle Pomaken in ländlichen Bergdörfern; Dass die Pomaken in Griechenland verhältnismäßig viel von ihrer eigenen Identität und Kultur bewahren konnten, liegt wohl auch an der Isolation der schwer zugänglichen Berggebiete, in denen sie lebten. Die Dörfer der Pomaken lagen in einem Gebiet, das zu Zeiten des Kalten Kriegs auf Grund der Nähe zu Bulgarien militärisches Sperrgebiet war und bis 1995 nur mit Ausnahmegenehmigungen bereist oder verlassen werden durfte. Seit der Aufhebung der Beschränkungen ist eine starke Abwanderung vor allem der jüngeren Generation in die Städte und damit einhergehend eine immer weiter abnehmende Kulturpflege festzustellen. inzwischen ist so ein Hang zur Urbanisierung zu verzeichnen.
Die Volksmusik hat einen hohen Stellenwert bei den Pomaken. Die Lieder wurden von Generation zu Generation weitergegeben, zumeist mündlich. Angeblich beherrschen viele ältere pomakische Frauen bis zu 500 Liedtexte.
Dass bisher keine pomakische Schriftsprache geschaffen wurde, begünstigt den Verlust pomakischer Kultur.
Die Pomaken sind heute großteils Muslime sunnitischer Konfession. Archaische Sitten wie Blutrache, Zwangsehe und Heirat zwischen Verwandten sind bei den Pomaken eher verpönt. Gewöhnlich werden pomakische Jungen im Alter von bis zu drei Jahren beschnitten. Der Islam ist fest im Leben der Pomaken verankert, dem hat die jahrzehntelange Missbilligung seitens der bulgarischen Regierung nur wenig anhaben können. In vielen Dörfern befinden sich Moscheen und Koranschulen Medrese.

## Situation in einzelnen Staaten
Pomaken leben insbesondere in Bulgarien, Griechenland, Serbien, der Türkei und Nordmazedonien.

### Bulgarien

#### Demografie
In Bulgarien fiel laut Volkszählungen die Zahl der Pomaken zwischen 1878 und 1934 von 500.000 auf 134.000; 1990 gaben lediglich 80.000 Personen ihre Ethnizität als „Pomakisch“ an. Aufgrund der Nationalitätenpolitik des bulgarischen Staats geht man jedoch davon aus, dass die tatsächliche Zahl höher liegt.
Die Geburtenrate der pomakischen Bevölkerung ist höher als der bulgarische Durchschnitt. Insbesondere seit dem Zweiten Weltkrieg ist aber auch eine nicht näher quantifizierbare Migration von Pomaken in die Türkei zu beobachten.
Angaben des bulgarischen Innenministeriums zufolge gab es 1989 rund 260.000 bulgarischsprachige Muslime. Bei der Volkszählung 1992 gaben 176.800 Personen sowohl Bulgarisch als ihre Muttersprache als auch den Islam als Religion an.

#### Behandlung durch den Staat

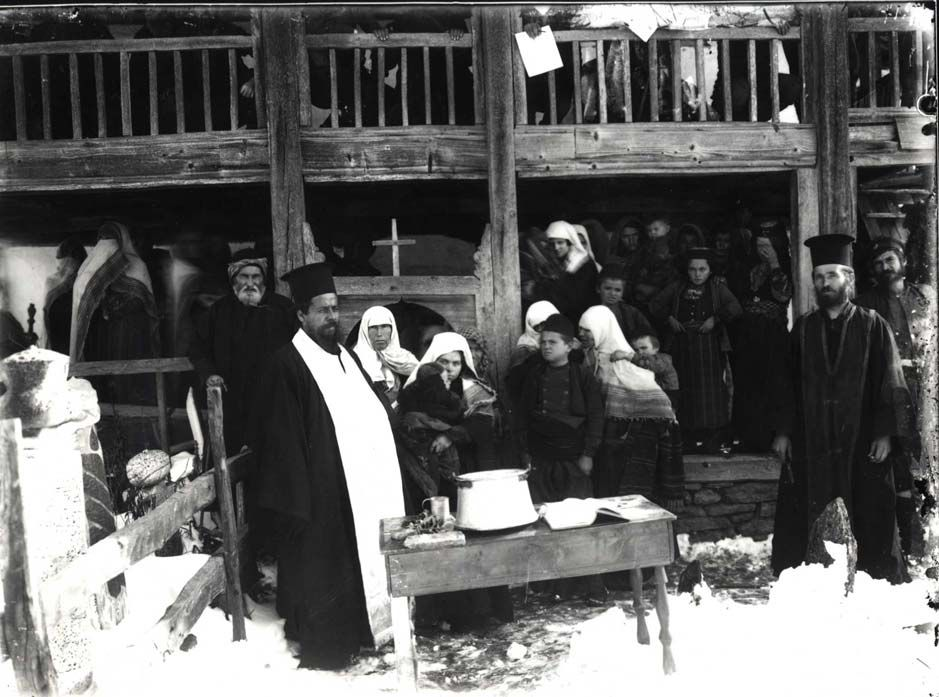
Taufe des Dorfes Banite; 1912

Nach der Gründung des bulgarischen Nationalstaats 1878 wurden alle in Bulgarien verbliebenen Muslime, darunter auch Pomaken, Tataren und Roma als „Türken“ bezeichnet und genossen als solche offiziellen Minderheitenstatus, der das Recht auf freie Religionsausübung garantierte. Ab 1905 setzte sich der Begriff Pomaken durch. Mit den Balkankriegen eroberte Bulgarien den größten Teil des pomakischen Siedlungsgebiets inklusive Westthrakien, die Zahl der Pomaken auf bulgarischem Territorium erhöhte sich von einigen zehntausend auf knapp 110.000 Personen. Neben der gezielten Ansiedlung von orthodoxen Bulgaren in den eroberten Gebieten wurden im Rahmen der so genannten „Taufe“ in den Jahren 1912 und 1913 die Pomaken zwangschristianisiert, was nach dem Zweiten Balkankrieg und dem Frieden von Bukarest rückgängig gemacht wurde. Bei einer zweiten Bulgarisierungswelle zwischen 1938 und 1944 wurden die Pomaken gezwungen, bulgarische Namen anzunehmen, was ebenfalls wieder rückgängig gemacht wurde.
Die sich nach 1944 allmählich stabilisierende kommunistische Regierung des Landes gab den Pomaken zunächst ihre alten Namen und das Recht auf freie Religionsausübung zurück. Ihr Siedlungsgebiet blieb jedoch verhältnismäßig arm und rückständig. Die Auswanderungswelle türkischsprachiger Bulgaren in den Jahren 1949–50 erfasste auch die Pomaken, von denen viele nach Griechenland flohen, von wo eine Einreise in die Türkei problemlos möglich war. Diese Umsiedelung wurde von pomakischen Freischärlern unterstützt und fand auch Sympathie bei politischen Stellen in Griechenland und der Türkei vor dem Hintergrund des sich etablierenden Ost-West-Konflikts. Der bulgarische Staat reagierte mit einem Ausreiseverbot für bulgarischsprachige Muslime und Zwangsumsiedlungen pomakischer Familien ins Innere Bulgariens, von denen aber viele, da sie sich als Türken registrieren ließen, in die Türkei übersiedeln konnten.
In der Mitte der 1950er Jahre begann in Bulgarien eine Politik der „einheitlichen sozialistischen bulgarischen Nation“, der Begriff „Pomaken“ wich dem der „muslimischen Bulgaren“. Die muslimische Religion und ihre traditionellen Ausprägungen wie die Verschleierung der Frauen oder die Beschneidung wurden bekämpft; mit allen Mitteln wurde versucht, die Pomaken in eine „moderne sozialistische Nation“ zu überführen. Wie später die bulgarischen Türken, waren die Pomaken in den frühen 1970er Jahren erneut Zwangsumbenennungen seitens des bulgarischen Staats ausgesetzt, bei denen die Namen islamischer Herkunft bulgarisiert wurden. Gleichzeitig wurden pomakische Folkloretraditionen als authentisch bulgarisch definiert. Anschließend wurden sie in Statistiken schlicht als Bulgaren geführt, also nicht mehr gesondert statistisch erfasst. Neben Bulgaro-Türken versuchten bei der Fluchtwelle im Jahre 1989 auch Pomaken in die Türkei auszureisen, wurden von den dortigen Behörden als „Muslime nichttürkischer Abstammung“ jedoch an der Einreise gehindert.
Nach dem Zusammenbruch des Sozialismus und dem Ende der Assimilierungspolitik forderten neben türkischsprachigen auch pomakische Einwohner ihre alten Namen zurück. Bei der Volkszählung 1992 gaben im Gebiet der Rhodopen rund 35.000 Personen Türkisch als Muttersprache an, was durch eine nachfolgende Untersuchung jedoch nicht bestätigt werden konnte – man fand keine türkischen Muttersprachler in dem Gebiet. Die Personen wurden als Bulgaren muslimischen Glaubens registriert. Neben einer Mehrheit von Pomaken, die sich als muslimische Bulgaren einordnen, identifiziert sich also ein beträchtlicher Teil von ihnen als Türken, ohne Türkisch zu sprechen; einige betrachten sich auch als Nachkommen arabischer Missionare aus der Zeit Mohammeds.
In der Partei DPS („Bewegung für Rechte und Freiheiten“), die von der türkischen Minderheit dominiert wird, engagieren sich auch Pomaken.
2009 wurde die Partei Progres i blagodenstwie (bulgarisch Прогрес и благодентствие, „Fortschritt und Wohlstand“) mit Adrian Palow als Vorsitzender gegründet. Sie gilt als Vertreterin der bulgarischen Muslime und Pomaken und will das Monopol der DPS durchbrechen.

### Nordmazedonien
Laut dem jugoslawischen Zensus von 1981 lebten damals etwa 40.000 Pomaken in der damaligen SR Mazedonien.

### Griechenland
In Griechenland lebten laut der Volkszählung 1928 vorwiegend im Norden des Landes etwa 17.000 Pomaken.
Der griechische Staat erkennt als einzige Minderheit, entsprechend den Vereinbarungen des Vertrags von Lausanne (1923) Muslime an, die im Gebiet Westthrakiens vom vereinbarten Bevölkerungsaustausch ausgenommen waren und denen gewisse Rechte garantiert sind. Die Muslime Westthrakiens setzen sich aus Türken, Pomaken und muslimischen Roma zusammen, wobei die Pomaken vor allem in den Regionalbezirken Rodopi und Xanthi leben und sich auf schätzungsweise 39.000 Personen belaufen. Nach griechischem Recht genießen sie Religionsfreiheit und haben das Recht auf eigensprachliche Schulbildung, die aber ausschließlich auf Türkisch, der offiziellen Sprache der muslimischen Minderheit, erteilt wird. Dies hat zu einer freiwilligen Annäherung der griechischen Pomaken an die türkische Kultur geführt.
Die Annäherung der Pomaken in Griechenland an die türkische Kultur wird von den griechischen Behörden missbilligt. Viele Pomaken in Griechenland fühlen sich inzwischen als Türken, was von den griechischen Regierungen nicht gern gesehen wird und die Pomaken oft zum politischen Spielball macht.
In den 1990er Jahren wurde versucht, die pomakischen Dialekte als eigene Literatursprache zu erfassen, was in drei Grammatiken seinen Niederschlag fand. Das für die Wiedergabe der Sprache verwendete griechische Alphabet ist für die Wiedergabe das Lautstands der Ostrupzischen Mundarten der bulgarischen Sprache ungeeignet und wird auch von den des Griechischen mächtigen Pomaken nicht gut angenommen.
Seit einigen Jahren erscheint in Xanthi regelmäßig eine Zeitung in bulgarischer Sprache in griechischer Schrift. Diese Zeitung ist eher ein Politikum seitens der griechischen Regierung und wird von den Pomaken in Griechenland nicht gut angenommen.

### Türkei
Eine große Gruppe und ganze Dörfer mit Bulgarisch sprechenden Muslimen leben in Ostthrakien, wo diese am zahlreichsten in den Regionen von Lüleburgaz und Edirne vertreten sind. Vorwiegend handelt es sich um Umsiedler oder Vertriebene aus der Zeit der verlorenen Balkanbesitztümer des Osmanischen Reiches. Sie sind vom türkischen Staat nicht als Minderheit anerkannt und unterliegen einer starken Turkisierung durch den türkischen Staat.
Während der Balkankriege emigrierten eine Reihe von Pomaken aus Rhodopien in die heutige Türkei, wo 1935 etwa 10.000 Pomaken lebten, denen zu diesem Zeitpunkt die türkische Staatsbürgerschaft versagt wurde.
Daneben leben die Pomaken hauptsächlich in der Region von Istanbul, Bursa und Izmir. In den 1950er Jahren wurde eine kleine Gruppe von Pomaken vom türkischen Staat wegen ihrer religiösen Ansichten nach Aleppo, Syrien vertrieben.